# Туфа Лілугу
Туфа Лілугу (кит.: 禿髮利鹿孤; піньїнь: Tufa Lilugu; помер 402) — другий правитель Південної Лян періоду Шістнадцяти держав.

## Життєпис
Був молодшим братом засновника держави Туфа Угу. За свідченнями істориків був здібним і різностороннім правителем. Разом з тим джерела зазначають, що більшість важливих справ він доручав своєму молодшому брату Туфа Жутаню, який успадкував трон по смерті Туфа Лілугу.

## Девіз правління
- Цзяньхе (建和) 400-402